# مارتن هيو
مارتن هيو (بالإنجليزية: Martin Vaughan)‏ هو ممثل أسترالي، ولد في 5 يونيو 1931 في أستراليا.

## وصلات خارجية
- مارتن هيو على موقع IMDb (الإنجليزية)
- مارتن هيو على موقع ألو سيني (الفرنسية)
- مارتن هيو على موقع أول موفي (الإنجليزية)
- مارتن هيو على موقع قاعدة بيانات الفيلم (الإنجليزية)
- مارتن هيو على موقع كينوبويسك (الروسية)